# (85512) Rieugnie
(85512) Rieugnie est un astéroïde de la ceinture principale.

## Description
(85512) Rieugnie est un astéroïde de la ceinture principale. Il fut découvert le 29 octobre 1997 à Ramonville-Saint-Agne par Christian Buil. Il présente une orbite caractérisée par un demi-grand axe de 2,37 UA, une excentricité de 0,20 et une inclinaison de 6,7° par rapport à l'écliptique.

## Compléments